# Neolophonotus umbrivena
Neolophonotus umbrivena là một loài ruồi trong họ Asilidae. Neolophonotus umbrivena được Londt miêu tả năm 1987. Loài này phân bố ở vùng nhiệt đới châu Phi.